# Zdravščine
Zdravščine (italijansko Poggio Terza Armata, furlansko Sdraussine ali Sdraussina) je predel Občine Zagraj.

## Geografija
Vas leži med reko Sočo in Debelo grižo: ti kraji so se v zgodovino zapisali kot ena od front prve svetovne vojne, kjer so se v številnih bitkah italijanska in avstro-ogrska vojska pomerili.

## Etimologija
To ime je kraj dobil zaradi dejstva, da je bil v prvi svetovni vojni v njem štab tretje italijanske armade. Prejšnje ime, v rabi do leta 1923, je bilo Sdraussina ali Sdraučina, kar potrjuje slovansko-keltski izvor imena.

## Prebivalstvo

### Jeziki
Lokalno narečje sdraussenâr, ki je danes že skoraj izginilo, pripada furlanščini, medtem ko v sosednjih vaseh prevladujeta beneško-bizijsko narečje in slovenščina.